# فیلیپ دان
فیلیپ دان (انگلیسی: Philip Dunne؛ ۱۱ فوریهٔ ۱۹۰۸ – ۲ ژوئن ۱۹۹۲) یک کارگردان، فیلم‌نامه‌نویس و تهیه‌کننده اهل ایالات متحده آمریکا بود.

## فیلم‌شناسی
- کنت مونت کریستو (۱۹۳۴، فیلم‌نامه به‌همراه رولند وی. لی و دن توترو)
- سوئز (۱۹۳۸، فیلم‌نامه)
- فصل باران آمد (۱۹۳۹، فیلم‌نامه)
- دره من چه سرسبز بود (۱۹۴۱، فیلم‌نامه)
- پینکی (۱۹۴۹، فیلم‌نامه به‌همراه دادلی نیکولز)
- دیوید و بث‌شبع (۱۹۵۱، فیلم‌نامه)
- ردا (۱۹۵۳، فیلم‌نامه به‌همراه Albert Maltz)
- سینوهه (۱۹۵۴، فیلم‌نامه به‌همراه کیسی رابینسون)
- شاهزاده بازیگری (۱۹۵۵)
- بازرس (۱۹۶۲، کارگردان)